# 5,5 cm Gerät 58
5,5 cm FlaK (VG2) Gerät 58 – niemieckie średnie automatyczne działko przeciwlotnicze będące rozwinięciem 5 cm FlaK 41

## Historia
5,5 cm Gerät 58 został zaprojektowany (podobnie jak 5 cm FlaK 41) po to aby wypełnić lukę pomiędzy lekką bronią przeciwlotniczą (2-3,7cm FlaK) której zasięg skuteczny wynosi do 1500 m, a ciężką bronią przeciwlotniczą (8,8cm FlaK) której zasięg skuteczny rozpoczynał się przy ok. 3000 m. Było to doskonałe rozwiązanie dla naziemnych jednostek Luftwaffe, jednostek przeciwlotniczych czy Kriegsmarine, w tym ostatnim przypadku istniał pomysł montowania działek 5,5 cm na niszczycielach typu 1942C. 
Działko 5,5 cm FlaK (VG) Gerät 58 zostało zaprojektowane aby razić samoloty wroga na dystansie pośrednim 1500–3000 m oraz żeby od początku było przystosowane do współpracowania z systemami kierowania ognia, reflektorami przeciwlotniczymi, radarami oraz dalmierzami stereoskopowymi np. Em 4m R 40 (Entfernungsmesser 4m Raumbild 40).
Prace projektowe rozpoczęto w zakładach Rheinmetall-Borßig AG w 1943 i trwały do końca wojny, projekt obejmował także dwuosiową przyczepę Sonderanhänger 206 (2-Achsig) będąca w dużej mierze modyfikacją przyczepy także do wcześniejszego działka FlaK 41.
Do 1945 zbudowano jedynie 3 egzemplarze których najprawdopodobniej nie użyto w boju.

## Opis konstrukcji
Działko automatyczne było zasilane za pomocą 5-nabojowych łódek, zamek klinowy (pionowy) półautomatyczny, operowany przez gazy prochowe. Lufa gwintowana o 20 prawoskrętnych bruzdach, jednakże zakładano możliwość produkcji luf stożkowych czyli takich gdzie średnica lufy zmniejsza się w stronę jej wylotu co powoduje zmniejszenie ostatecznego kalibru broni.
Z racji że rozbłysk po wystrzale był bardzo duży, koniec lufy zaopatrzono w stożkowy tłumik płomienia, dzięki niemu możliwość oślepnięcia żołnierza po wielokrotnie powtarzanym błysku była minimalizowana.

## Amunicja
5,5 cm FlaK używał amunicji scalonej kalibru 55 x 450B, bez wystającej kryzy. Testowano kilka różnych typów Naboi które w większości przypadków zostały w formie planów i rysunków technicznych, w tym przeciwpancerno-zapalająco-kruszące pociski 5,5 cm Pzgr. (HEIAP - High-Explosive incendiary/Armor Piercing) w którym ładunek stanowi Pentryt. 
Typowym pociskiem przeciwlotniczym był 5,5 cm Minengeschoß o masie własnej 2,03 kg, został on wypełniony mieszanym ładunkiem kruszącym HTA 41 o masie 450 g na którego skład wchodzi 45% Trotylu / 40% Heksogenu / 15% Proszku Aluminiowego.
Ładunek miotający ma masę 1,1 kg, i stanowi go Gudol R P. złożony z Glikolu dietylenowego i dodatku Nitroguanidyny, która obniża temperaturę i prędkość spalania.
Używano nowo zaprojektowanego zapalnika Zerl 18V który doprowadzał do samozniszczenia pocisku po przelocie 4800 m.
| Historia produkcji                 | Historia produkcji                                     |
| ---------------------------------- | ------------------------------------------------------ |
| Państwo                            | III Rzesza                                             |
| Typ                                | Średnie działko przeciwlotnicze                        |
| Producent                          | Rhm-Borßig AG                                          |
| Projekt                            | 1943                                                   |
| Produkcja                          | 1944-1945                                              |
| Użycie                             | Testy balistyczne                                      |
| Egzemplarze                        | 3 prototypy                                            |
| Dane techniczne                    |                                                        |
| Masa                               | 2 990 kg (Bojowa) 4 490 kg (Marszowa) 650 kg (Działka) |
| Długość                            | 6150 mm (Działka) 4211 mm (Lufy)                       |
| Kąt ostrzału                       | -5º do +90º (W pionie) 360º (W poziomie)               |
| Prędkość wylotowa Dla Minengeschoß | 1050 m/s                                               |
| Szybkostrzelność                   | 140 strz./min.                                         |